# Zinandali (Weingut)

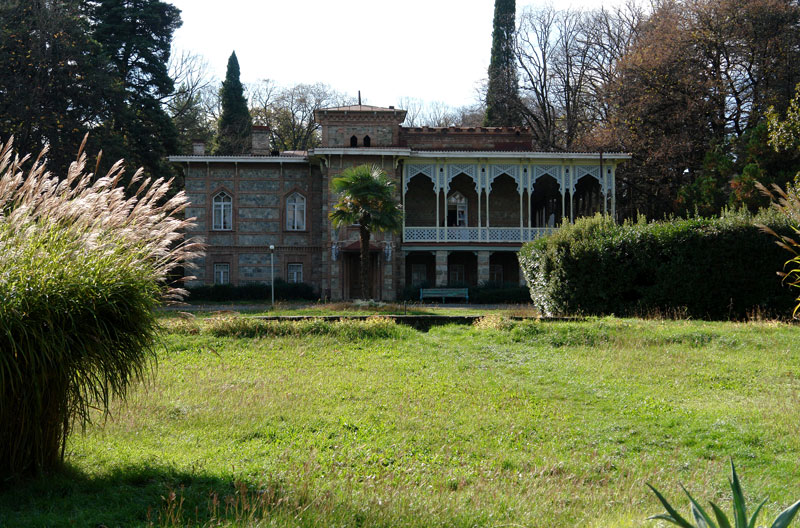
Das Weingut Zinandali

Zinandali (georgisch წინანდალი, auch Tsinandali) ist eine ehemalige Weinkellerei in Zinandali, einem Stadtteil von Telawi, Georgien.
Das Weingut Zinandali wurde 1886 nach Überwindung der Reblauskrise gegründet. Der georgische Offizier und Dichter Alexandre Tschawtschawadse errichtete das Landhaus 1835; zuvor bestand dort bereits ein Dorf. Die Residenz wurde 1854 von den muslimischen Truppen des nordkaukasischen Muslimführers Imam Schamil geplündert, wobei zahlreiche Angehörige Alexandre Tschawtschawadses – darunter sein Sohn und seine Ehefrau – entführt und 1855 gegen Lösegeld und einen Gefangenenaustausch befreit wurden.

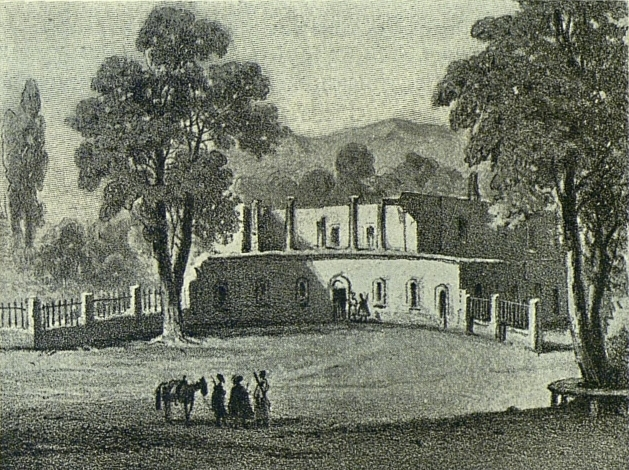
"Das geplünderte Zinandali" – Bild von Georg Wilhelm Timm – 1850er-Jahre

Das Weingut beherbergt neben seinem sanierten Hauptgebäude auch mehrere renovierte Nebengebäude und einen großen, gepflegten Park. Eine Produktion findet in diesem historischen Weingut nicht mehr statt, stattdessen fungiert es heute als Alexandre Tschawtschawadse Museum, das auch gastronomische Dienste anbietet.
Am 24. Juni 2010 stattete der 33. Weltkongress für Rebe und Wein dem Weingut einen Fachbesuch ab.

## Weinhistorische Bedeutung
Viele der Kellerräume, die für eine Lagerkapazität von zehn Millionen Liter ausgelegt sind, wurden im Laufe der Jahre geleert. Einige Raritäten sind jedoch erhalten geblieben. In der Schatzkammer lagern rund 16.500 Flaschen bei konstant 10–14 °C und einer Luftfeuchtigkeit von 60 bis 70 %. Etwa 500 Flaschen stammen aus dem 19. Jahrhundert. Ihre Trinkfähigkeit wird jedoch angezweifelt, da seit Sowjetzeiten keine Flasche mehr neu verkorkt oder aufgefüllt wurde.
Erst 2003 wurden wieder geringe Mengen Wein eingelagert.